# Aeroporto Internacional de Cargas do Arco Norte do Paraná
Aeroporto Internacional de Cargas do Arco Norte do Paraná será um aeroporto brasileiro de cargas que atenderá o município de Londrina no norte do Paraná, o aeroporto faz parte do projeto Arco Norte que visa o crescimento econômico do norte paranaense, o aeroporto facilitará a expansão do parque industrial em todos os municípios da Região Metropolitana de Londrina. O Aeroporto irá ocupar uma área de 5,7 hectares. 
A área escolhida para a construção do novo projeto em vista, foi em uma área próxima ao Parque Estadual Mata dos Godoy, no distrito de São Luis, na zona sul de Londrina. Ambientalistas são contra a construção do aeroporto, pois esta região escolhida tem uma grande importância ecológica, pois abriga várias espécies de animais em extinção, a ONG MAE realizou um abaixo-assinado contra a instalação do aeroporto próximo ao local. Atualmente, o projeto aguarda uma posição da Agência dos EUA para o Comércio e Desenvolvimento (Ustda), órgão de fomento do Congresso Americano. Técnicos estiveram na região em fevereiro de 2013 e realizaram os estudos de viabilidade técnica e econômica da implantação do Arco Norte. Segundo Bruno Veronesi (presidente do Instituto de Desenvolvimento de Londrina) a prefeitura ainda aguarda estes estudos de viabilidade econômica para se posicionar sobre o local de construção do aeroporto. Bruno Veronesi disse: "Após esse sinal de viabilidade, vamos analisar isso. Se os estudos demonstrarem que haverá um impacto ambiental na área perto da Mata dos Godoy, terá que se procurar um novo espaço". Em março de 2013, Alexandre Kireeff (PSD) atual prefeito da cidade de Londrina, revogou um decreto de 2009, que visava a criação do Arco Norte e declarava de utilidade pública a área. Alexandre Kireeff declarou que a revogação não era garantia de que a obra não seja executada no local.

## O projeto Arco Norte
O projeto Arco Norte de Desenvolvimento Integrado, foi lançado pela Prefeitura de Londrina no ano de 2006, e busca o desenvolvimento sustentado da região dos seis municípios, com o fortalecimento do potencial econômico, a melhoria dos serviços públicos ofertados à população que a qualidade de vida. Além da construção do aeroporto internacional de cargas, o projeto prevê o desenvolvimento de um parque industrial e a construção de uma rodovia estadual que vai ligar Arapongas e Ibiporã através das rodovias BR-369 e PR-445.